# تاريخ الأدلة الغذائية عن وزارة الزراعة الأمريكية
تاريخُ الأدلَّة الغذائيَّة عَنْ وزارة الزراعة الأميركيَّة يتضمَّنُ نصائحَ أميركيَّة حول التغذية على مدار مئة عام. حُدِّثَتْ هذه الأدلَّة مع الوقت، لِتتبنَّى نتائجَ علميَّةً جديدةً، وتقنيَّات جديدة لتسويق الصحَّة العامَّة. الإرشادات الحاليَّة هي «الإرشادات الغذائيَّة للأميركيّين 2015-2020». مع الوقت، وصفَتْ الإرشادات الغذائيَّة مِنْ (4) إلى (11) مجموعة غذائيَّة. انتُقدَتْ أدلَّة مختلفة لِعدم تمثيلها الدقيق لِمعلومات علميَّة حول التغذية المثلى، ولِكونها متأثّرة بشكلٍ كبيرٍ بالصناعات الزراعيَّة التي تروّج لها وزارة الزراعة الأميركيَّة.

## الأدلَّة الأولى
نشرَ د. (ويلبور أولين أتواتر) الإرشادات الغذائيَّة الأولى عَنْ وزارة الزراعة الأميركيَّة عام 1894 كَنشرة مُزارع. في منشور (أتواتر) سنة 1904 بعنوان «أساسيَّات التغذية والقيمة الغذائيَّة للأكل»، دافع عَن التنوّع، والتناسب، والاعتدال؛ وقياس الوحدات الحراريَّة؛ ونظام غذائيّ مُجدٍ، وميسور التكلفة، ويركّز على الأكل الغنيّ بالموادّ الغذائيَّة وقليل الدهون، والسكّر، والنشا. سبقَتْ هذه المعلومة اكتشاف الفيتامينات الفرديَّة، ابتداءً مِنَ العام 1910.
عام 1916، قسَّم دليلٌ جديدٌ بعنوان «الأكل للأطفال الصغار» أعدَّتْه اختصاصية التغذية (كارولاين هانت) الأكل إلى الحليب واللحوم؛ والحبوب؛ والخضار والفواكه؛ والدهون والأكل الدهنيّ؛ والسكَّريَّات والأكل السكَّريّ. عام 1917، روَّج «كيف تختار الأكل» هذه المجموعات الغذائيَّة بين البالغين، وبقيَتْ هذه الإرشادات على حالها خلال العشرينات. عام 1933، أتَتْ وزارة الزراعة الأميركيَّة بِخطط غذائيَّة موزَّعة على أربعة مستويات تكلفة مختلفة، استجابةً إلى الانهيار الكبير.
عام 1941، أنشِئَتْ «الكمّيَّات الغذائيَّة المسموحة والموصى بها» الأولى، معدِّدةً كمّيَّات معيَّنة للسعرات الحراريَّة، والبروتين، والحديد، والكالسيوم، والفيتامينات (أ)، و(ب1)، و(ب2)، و(ب3)، و(ج)، و(د).

## السبعة الأساسيَّة

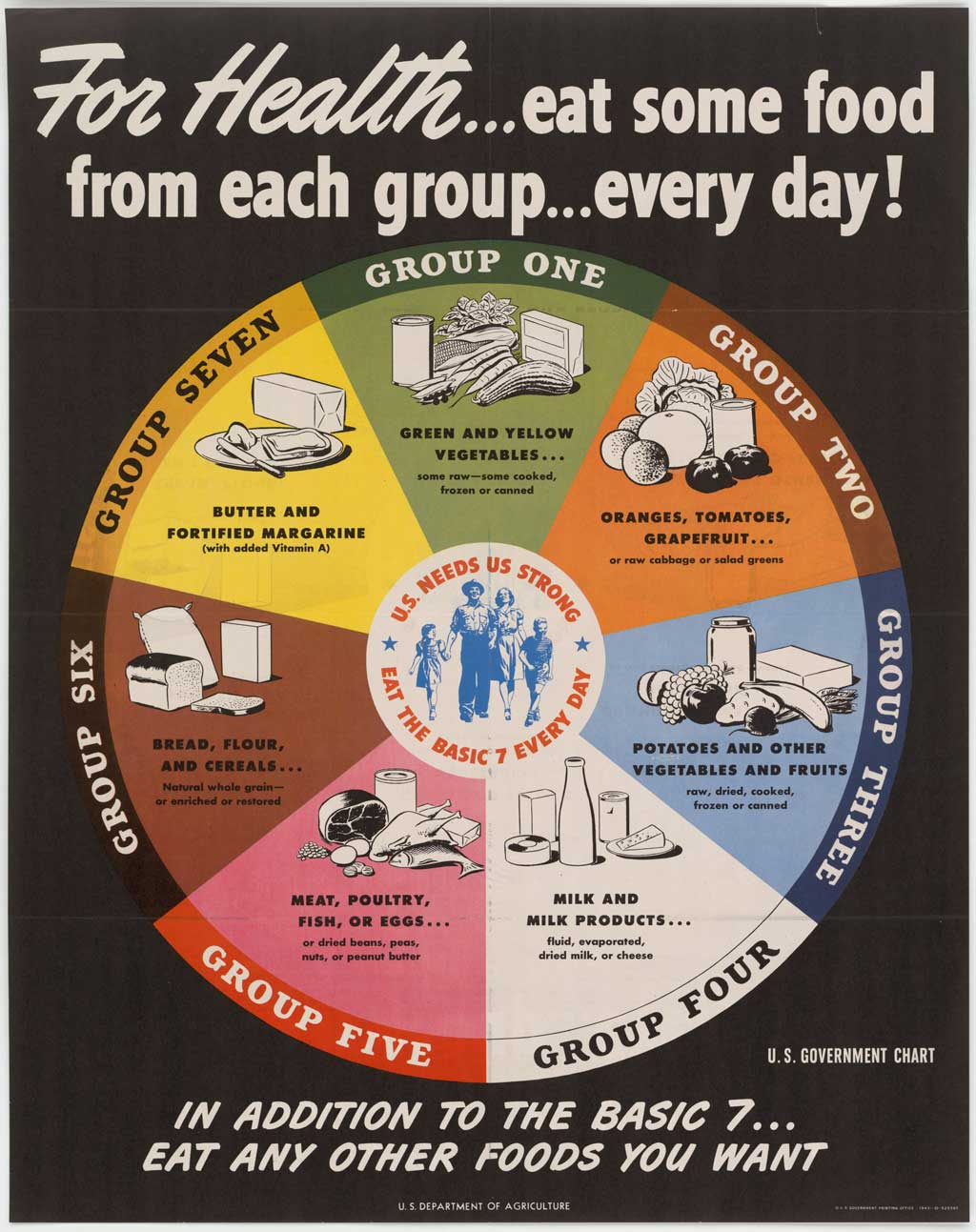
المجموعات الغذائيَّة «السبعة الأساسيَّة» الناتجة عن وزارة الزراعة الأميركيَّة مِن العام 1943 حتّى العام 1956.

عام 1943، خلال الحرب العالميَّة الثانية، أدخَلَتْ وزارة الزراعة الأميركيَّة دليلًا غذائيًّا يروّج للمجموعات الغذائيَّة «السبعة الأساسيَّة» للمساعدة على الحفاظ على المعايير الغذائيَّة وقت الحرب، مع نظام توزيع الغذاء بالبطاقات. المجموعات الغذائيَّة السبعة الأساسيَّة هي:
1. الخضراوات الصفراء والخضراء (بعضها خامّ؛ وبعضها مطبوخ، أو مثلَّج، أو معلَّب)
2. البرتقال، والبندورة، والليمون الهنديّ (أو الملفوف الخامّ، أو الخضار الورقيَّة)
3. البطاطس، والفواكه والخضراوات الأخرى (خامّ، أو مجفَّفة، أو مطبوخة، أو مثلَّجة، أو معلَّبة)
4. اللبن، ومنتجات الألبان (اللبن السائل، أو المكثَّف، أو المجفَّف، أو الجبنة)
5. اللحوم، أو الدواجن، أو السمك، أو البيض (أو الفاصولياء، أو البازلاء، أو المكسَّرات المجفَّفة، أو زبدة الفول السوداني)
6. الخبز، والطحين، والحبوب (الحبوب الكاملة الطبيعيَّة، أو المدعَّمة، أو المرمَّمة)
7. الزبدة، والسمن النباتيّ المدعَّم (بِفيتامين ألف مضاف)

## الأربعة الأساسيَّة
من العام 1956 حتَّى العام 1922، أوصَتْ وزارة الزراعة الأميركيَّة بمجموعاتها الغذائيَّة الأربعة الأساسيَّة. هذه المجموعات الغذائيَّة كانت الآتية:
- الخضار والفواكه: مُوصى بها كمصادر ممتازة للفيتامينات (ج) و(أ)، ومصدر جيّد للألياف. كانت أربع حصص، أو أكثر مِنْ هذه المجموعة موصى بها يوميًّا. أظهرَتْ الأدلَّة الغذائيَّة السابقة عن وزارة الزراعة الخضار، والفواكه كمجموعات متفرّدة، لكلّ منها حصّتان موصى بهما يوميًّا كحدٍّ أدنى.
- اللبن: موصى به كمصدر جيّد للكالسيوم، والفوسفور، والبروتين، والفيتامين (ب2)، وأحيانًا الفيتامينات (أ) و(د). يمكن للجبنة، والمثلَّجات، واللبن المثلَّج أن تحلَّ محلَّ اللبن أحيانًا. تمَّتْ التوصية بأربع حصص مِنْ هذه المجموعة للمراهقين، وحصَّتيْن للبالغين كحدٍّ أدنى يوميًّا.
- اللحوم: تمَّتْ التوصية بِحصّتين عل الأقلّ يوميَّا مِنْ أجل البروتين، والحديد، وبعض الفيتامينات (ب). تشمل اللحوم، والدواجن، والسمك، والبيض، والفاصولياء المجفَّفة، والبازلاء المجفّفة، وزبدة الفول السودانيّ.
- الحبوب والخبز: تمّت التوصية خصّيصًا بالحبوب الكاملة والخبز المدعَّم كمصادر جيّدة للحديد، والفيتامينات (ب)، والسكّريّات، وكمصادر للبروتين والألياف أيضًا. تشمل الحبوب، والخبز، ودقيق الذرة، و(الماكاروني)، و(النودلز)، والأرزّ، و(السباغيتي). في دليل الأكل اليوميّ للأربعة الأساسيَّة، تضاعَفَتْ الحصصُ الموصى بِها كحدٍّ أدنى مِنْ مجموعة الحبوب مِنَ اثنين إلى أربعة. سابقًا، في دليل السبعة الأساسيَّة، أًدرِجَتْ الحبوبُ المنتقاة، وغير المنتقاة مع الدهون الجامدة، والسكّر في مجموعة أكل خارج السبعة الأساسيَّة.

كانت «الأكلات الأخرى» تُضافُ إلى اللحوم، وتشبعُ الشهيَّة، وتشملُ حصَصًا إضافيَّة مِنَ الأربعة الأساسيَّة، أو أكل مثل الزبدة، والسمن النباتيّ، وصلصة السلطة، وزيت الطهيّ، والصلصات، والمربى، والشراب.
كان دليلُ الأربعة الأساسيَّة منتشرًا في التعليم في الولايات المتّحدة حول التغذية. تجدرُ الإشارةُ إلى سلسلة (موليجان ستو) عام 1972، التي زوّدت أطفال المدارس بالتوعية التغذويَّة مِنْ خلال برامج أُعيدَ عرضُها حتّى العام 1981.

## دليل الهرم الغذائيّ

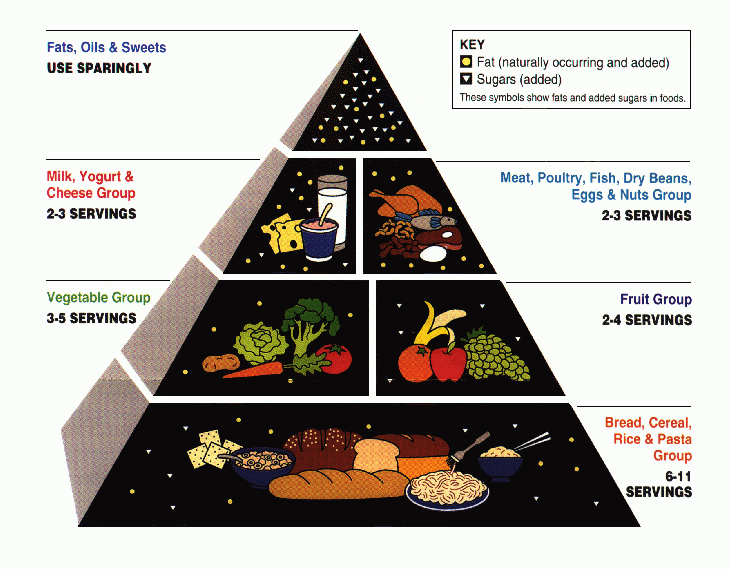
دليل الهرم الغذائيّ الناتج عن وزارة الزراعة الأميركيَّة عام 1992.

المقالة الرئيسيَّة: دليل الهرم الغذائي
عام 1992، سعَتْ مقدّمة دليل الهرم الغذائيّ عن وزارة الزراعة الأميركيَّة إلى تبيانِ الحِصص الموصى بها مِنْ كلّ مجموعة غذائيَّة، وهذا ما لمْ تقمْ به الأدلَّة السابقة. احتلَّتْ (6) إلى (11) حصّة من الخبز، والحبوب، والأرزّ، والمعكرونة قاعدة الهرم الكبيرة؛ ولحقتْها (3) إلى (5) حصص مِنَ الخضار؛ ثمّ الفواكه (2 إلى 4)؛ ثمّ اللبن، والزبادي، والجبنة (2 إلى 3)؛ ولحقتها اللحوم، والدواجن، والسمك، والفاصولياء المجفّفة، والبيض، والمكسّرات (2 إلى 3)؛ وأخيرًا، الدهون، والزيوت، والحلويّات في القمَّة الصغيرة (تُستخدَم بشكلٍ ضئيلٍ). في داخل كلّ مجموعة، يوجد صورٌ عديدةٌ للأكل التمثيليّ، إضافةً إلى رموز تمثّل محتويات الدهون والسكّر في الأكل.
اقتُرِحَ هرمٌ غذائيٌّ معدَّلٌ للراشدين الذين تجاوز عمرُهم السبعين. يبيّن هذا «الهرم الغذائيّ المعدَّل للراشدين فوق السبعين» تغيير النظام الغذائيّ مع العمر، عبر التركيز على استهلاك الماء، والأكل الغنيّ بالموادّ الغذائيَّة، والألياف.

### جدال
عام 1992، أبرز الجدول الأوَّل المقترَح على وزارة الزراعة الأميركيَّة مِنْ اختصاصيّين في التغذية الفواكه والخضار كالمجموعة الكبرى، وليس الخبز. بُعثِر هذا الجدول على يد المصالح الخاصَّة في الحبوب، واللحوم، ومصانع الألبان، والمدعومة كلّها مِنْ وزارة الزراعة في الولايات المتّحدة.
«ركَّز (الهرم) على تناول الخضار والفواكه بكميَّة أكبر، وبشكل أقلّ اللحوم، والملح، والسكّريّات، والدهون مضرَّة، والأكل المصنَّع والغنّي بالموادّ الإضافيَّة. راقبَتْ وزارة الزراعة النسخة القائمة على البحث مِنْ دليل الطعام، وعدَّلتها لتشملَ كمّيّة أكبر مِنَ الحبوب المنتقاة، واللحوم، والوجبات الخفيفة التجاريَّة، والوجبات السريعة، محرّرين النسخة المجدَّدة بعد (12) سنة مِنْ بعد تاريخ جدولتها الأساسيّ للتحرير».

## هرمي
المقالة الرئيسيَّة: هرمي

«هرمي»، الهرم الغذائيّ المُراجَع الصادر عن وزارة الزراعة الأميركيَّة.

عام 2005، جدّدت وزارة الزارعة دليلَها مع «هرمي» (بالإنجليزيَّة: MyPyramid) والذي استبدلَ المستويات التراتبيَّة في دليل الهرم الغذائيّ بأوتاد عموديَّة ملوَّنة، تُعرَضُ عادةً مِنْ دون صوَر أكل، فتخلق تصميمًا تجريديًّا أكثر. أُضيفَتْ سلالم إلى يسار الهرم، مع صورة متسلّق يمثّلُ تحفيزًا على ممارسة الرياضة. تفوَّقَ الجزءُ المخصَّصُ مِنَ الهرم للحبوب بمقدار قليل على الخضار واللبن، والذين كانوا بِنسبٍ متساوية. تلي الفاكهة بالحجم، ثمَّ جزءٌ أقلّ بقليل مِنَ البروتين، وقطعة صغيرة من الزيوت. يمثّلُ رأسٌ أبيض غير معلَّمٍ السعرات الحراريَّة التقديريَّة لعناصر مثل الحلويّات، والكحول، أو الأكل المُضاف مِنْ أي مجموعة أخرى.

## طبقي
المقالة الرئيسيَّة: طبقي

«طبقي»، الدليل الغذائيّ

«طبقي» (بالإنجليزيَّة: MyPlate) هو الدليل الغذائيّ الحاليّ الذي نشرته وزارة الزراعة في الولايات المتَّحدة، يتألّفُ مِنْ رسمٍ بيانيّ لِطبقٍ وكوبٍ مقسَّمَيْن إلى خمس مجموعات غذائيَّة. حلّ «طبقي» محلّ «هرمي» في (2 حزيران 2011)، مُنهيًا (19) سنة مِنْ أيقنَة الهرم الغذائيّ. سيتمُّ عرض هذا الدليل على تعبئة الأكل، واستخدامه في التوعية التغذويَّة في الولايات المتَّحدة.

## الإرشادات الغذائيَّة
المقالة الرئيسيَّة: الإرشادات الغذائيَّة للأميركيّين
نشرَ مركزُ سياسة التغذية والترويج في وزارة الزراعة الأميركيَّة، ووزارة الصحَّة والخدمات البشريّة الأميركيَّة سويًّا وثيقةً نصّيَّة أطول بِعنوان «الإرشادات الغذائيَّة للأميركيّين 2015-2020»؛ ستتجدّدُ عام 2020. نُشرَت الطبعةُ الأولى عام 1980، ومنذ العام 1985، تجدّدُها اللجنةُ الاستشاريَّة للإرشادات الغذائيَّة كلّ خمس سنوات. ومثلما حصل مع الهرم الغذائيّ عَنْ وزارة الزراعة الأميركيَّة، انتُقدَتْ هذه الإرشادات لِكونها متأثّرةً بِشدَّة بالصناعة الزراعيَّة. تزايدَتْ انتقاداتُ الإرشادات الغذائيَّة نتيجةَ إغفالها لِدلائل عالية الجودة استُبعِدَتْ بِقرارٍ مِنْ وزارة الصحَّة العامَّة. عُدَّتْ صيغةُ التوصيات مهمَّةً جدًّا، ومؤثّرةً في كلّ مَنْ قرأها. تغيَّرت الصياغة باستمرار بِسبب وجود اعتراضات على تعليقات مثل «امتنِعْ عن اللحوم المدهنة»، ما أدَّى بوزارة الزراعة الأميركيَّة إلى إيقاف نشر كتابها حول الأكل. حصلَ تعديلات طفيفة على إرشادات غذائيَّة مختلفة خلال السبعينات والثمانينات في محاولة لِتهدئة الاعتراضات. تمّ تغيير الجملة إلى «اختر اللحم الطريّ» كَحلٍّ وسطيّ، ولكن لمْ ينتجْ عنه حالةً أفضل. عام 2015، أضافَتْ اللجنةُ عنصرَ الاستدامة البيئيَّة لأوَّل مرَّة في توصياتها. وجدَ تقريرُ اللجنة لِعام 2015 أنَّ على النظام الغذائيّ الصحّيّ أن يضمَّ أكلًا قوامه نباتيّ بشكل أكبر، وأكلًا قوامه حيوانيّ بشكلٍ أقلً، كما وجد أنَّ النظام الغذائيّ القائم على الأغذية النباتيَّة أفضل للبيئة مِنَ النظام الغذائيّ القائم على اللحوم والألبان.
عام 2013، ومجدَّدًا عام 2015، نشرَ (إدوارد آرشر)، وزملاؤه سلسلة مقالات بحثيَّة في (بلوس ون) و(مايو كلينيك بروسيدينجز) تُظهر أنَّ البيانات الغذائيَّة المستخدمَة لتطوير الإرشادات الغذائيَّة الأميركيَّة غير قابلة للتصديق فيزيولوجيًّا (أي غير مناسبة للبقاء على قيد الحياة)، وبالتالي هذه البيانات مرفوضة كدليل علميّ، ولا يجب استخدامها لِتكوين سياسة عامَّة.
عام 2016، كتبَتْ (نينا تيكهولز) نقدًا حول الإرشادات الغذائيَّة الأميركيَّة في المجلَّة البريطانيَّة الطبّيَّة بِعنوان «التقرير العلميّ الذي يقود الإرشادات الغذائيَّة الأميركيَّة: هل هو علميّ؟»، حيث اقترحَتْ أنَّ «اللجنة العلميَّة التي تنصحُ الحكومة الأميركيَّة لمْ تستخدمْ طُرقًا معياريَّة في أغلب تحليلاتها، وعوضًا عن ذلك، استندَتْ بشكلٍ كبيرٍ على التقييمات النقديَّة المنهجيَّة مِنْ هيئات مثل «جمعيَّة القلب الأميركيَّة» و «الكلّيَّة الأميركيَّة لأمراض القلب»، المدعومة بِشدَّة مِنْ شركات الأكل والأدوية».